# 6371 Heinlein
6371 Heinlein este un asteroid din centura principală de asteroizi.

## Descriere
6371 Heinlein este un asteroid din centura principală de asteroizi. A fost descoperit pe 15 aprilie 1985 la Stația Anderson Mesa de Edward L. G. Bowell. El prezintă o orbită caracterizată de o semiaxă mare de 3,07 ua, o excentricitate de 0,14 și o înclinație de 15,6° în raport cu ecliptica.